# Володар Ростиславич
Волода́р Ростиславич (? — 19 березня 1124) — князь Звенигородський (1085-1124) та Перемишльський (1092-1124) з династії Рюриковичів. Разом з братами Рюриком та Васильком — один із засновників незалежного Галицького князівства.

## З життєпису

### Боротьба за владу
Син тмутараканського князя Ростислава Володимировича та його дружини Ланки (Ілони) з династії Арпадів.
По смерті батька в 1067 році разом з братами став ізгоєм. В 1082 році разом з іншим ізгоєм Давидом Ігоровичем зробив спробу захопити батьківський уділ в Тмуторокані. Проте з підримкою Візантії в Тмуторокані утвердився Олег Святославич. Після недовгого ув'язнення, Олег відпустив Володаря та Давида.
Тим часом в 1084 році в Перемишлі за підтримки місцевого населення утвердився старший брат Володаря Рюрик. Близько 1086 року Володар та молодший брат Василько приєдналися до Рюрика і осіли, відповідно, в Звенигороді та Теребовлі, поклавши початок галицькій державності.
По смерті Рюрика в 1092 році — князь Перемишльський.

### Участь в усобицях
В 1097 році Василька, який повертався з Любецького з'їзду Рюриковичів, обманом заманив до себе київський князь, Святополк Ізяславич, що прагнув не допустити утворення незалежних князівств на теренах Галичини та побоювався зростання впливу Ростиславичів, спершу ув'язнив, а потім осліпив. Співучасником цього злочину був Давид Ігорович, колись князь-ізгой, з яким Володар намагався захопити Тмуторокань, а на той час — князь волинський.
Попри довгу традицію братовбивства та зради в ім'я влади серед руських князів, Володар швидко зібрав військо та визволив осліпленого Василька з полону. А через чверть століття прийде черга вже Васильку рятувати Володаря з польського полону.
Втім 1099 року Святополк II Ізяславич зібрав дружину, прогнав з Волині Давида Ігоровича і пішов війною на Галичину. Проте в битві на Рожному полі (поміж сучасними містами Золочів та Глиняни, на північ від села Велика Вільшаниця) об'єднане військо Володаря та Василька завдало поразки Святополку, якому довелось рятуватися втечею.
Ось як описує ці події Повість минулих літ:

| Святополк же, прогнавши Давида, почав замишляти проти Володаря і проти Василька, говорячи: «Адже се є волость отця мойого і брата». І пішов він на них, і коли почули це Володар і Василько, [то] пішли вони насупроти, взявши хреста, якого він цілував із ними на тім, що «на Давида я прийшов, а з вами обома хочу мати мир і любов». І переступив Святополк хреста 2, надіючись на множество воїв. І зступилися вони на полі на Рожні, коли приготувались до бою вони обидва, і Василько підніс хреста, говорячи: «Сього ти цілував єси. Спершу, коли взяв ти єси у мене зір очей моїх, а нині осе хочеш ти душу відняти мою. Тож хай межи нами буде хрест сей чесний». І рушили вони одні супроти одних до бою, і зступилися полки, і багато людей благочестивих бачили хреста над Васильковими воями, що піднісся вельми. І коли сталася велика битва і багато падало з обох військ, побачив Святополк, що битва люта, і побіг, і прибіг до Володимира. А Володар же і Василько, перемігши, стали тут, кажучи: «Доволі нам обом на межі своїй стати». І не пішли вони нікуди. |
Святополк утік до Києва, проте продовжував шукати способу здобути владу над галицькими землями. На його прохання, того ж року проти Ростиславичів виступив угорський король Коломан I Книжник (син Святополка Ярослав був одружений з донькою Коломана). Битва відбулась на річці Вігор, неподалік від Перемишля. Вирішальну роль в ній відіграли дружини Давида Ігоровича та половецького хана Боняка, які підійшли на підмогу Володарю та Васильку і завдали несподіваного удару угорцям. Або довести щирість своїх намірів, Давид залишив свою сім'ю в заручниках у Ростиславичів. Цими двома перемогами Володар і Василько утвердили свою владу в Галичині та здобули забезпечили незалежність не лише від Києва, а й від угорських королів, які століттями претендували на галицький трон.

### Розвиток галицької держави
Наступні 25 років, аж до смерті Володаря та Василька в 1124 році — час миру та розбудови галицьких земель. Саме в цей час закладені бази могутності Галицької держави за часів сина та внука Володаря Володимирка та Ярослава Осмомисла. Володар також поклав початок альянсу між Галичиною та Візантією, видавши в 1104 році свою доньку Ірину за Ісаака, сина візантійського імператора Олексія I Комніна. Син Ірини, Андронік І Комнін в 1183 році став візантійським імператором. Таким чином, наприкінці ХІІ стотіття двома наймогутнішими державами Східної Європи — Візантією та Галичиною — правили внуки Володаря. Завдяки союзу з Візантією, вплив Володаря сягнув Дунаю.
В 1113 році Володимир Мономах здобув владу в Києві та консолідував контроль на більшістю земель, що в свій час перебували під владою київських князів Володимира Великого та Ярослава Мудрого, проте не над Галичиною де Ростиславичі продовжували незалежну від Києва політику. Status-quo був закріплений шлюбом в 1114 році доньки Володаря та Романа, сина Володимира Мономаха.
В 1122 році через підступ польського шляхтича Петра Властовича Володар потрапив в полон до польського князя Болеслава III Кривоустого. За колосальну на той час суму в 20 тисяч гривень Василько викупив Володаря з полону. Володар прагнув помститися, і в 1124 році пішов на Польщу, скориставшись з відсутності Болеслава, який в той час воював в Данії. Володар дійшов до Беча, проте в битві під Велихувом зазнав поразки.
Готуючи нове військо, Володар помер 19 березня 1124, на кілька тижнів переживши брата та вірного соратника Василька (помер 28 лютого 1124 року).
Був похований у збудованому ним кафедральному храмі св. Іоанна в Перемишлі. У 1412 році король Владислав II Ягайло, вирушивши з Медики до Перемишля в супроводі, зокрема, естергомського єпископа, почув звинувачення від німців у покровительстві «схизматиків». У відповідь на закиди наказав передати латинникам руський кафедральний собор у центрі міста, збудований з тесаного каменю, викинути перед перехрещенням з крипт тіла похованих осіб, в тому числі фундатора храму.
Після смерті Володаря, Перемишль відійшов старшому сину Ростиславу, а Звенигород — Володимиркові. Після смерті Ростислава в 1128 році Володимирко успадкував Перемишль, а по смерті в 1141 році Івана, сина Василька — Галич, об'єднавши таким чином в 1141 році усі галицькі землі в єдине Галицьке князівство.

## Родина
Діти:
- Ростислав Володарович — князь перемиський
- Володимирко Володарович — князь звенигородський та галицький
- Ірина Володарівна — дружина Ісаака Комніна, мати візантійського імператора Андроніка І Комніна
- донька, ім'я невідоме, — дружина князя волинського Романа, сина Володимира Мономаха